# Marconne
Pour les articles homonymes, voir Marconne.
Marconne est une ancienne commune française située dans le département du Pas-de-Calais en région Hauts-de-France. Ses habitants sont appelés les Marconnois. La commune est membre de la communauté de communes des 7 Vallées.
Le 1er janvier 2025, les communes d'Hesdin d'Huby-Saint-Leu, Marconne et Sainte-Austreberthe, se sont rassemblées pour former la commune nouvelle d'Hesdin-la-Forêt.

## Géographie

### Localisation
La commune de Marconne est située sur la Canche, dans la région traditionnellement agricole de l'Artois. Le village a la particularité d'avoir en son sein une enclave, la commune d'Hesdin, plus petite mais plus peuplée.
Le territoire de la commune est limitrophe de ceux de neuf communes :
|                                | Huby-Saint-Leu      | Grigny        |
| Marconnelle                    | Marconne            | Le Parcq      |
| Capelle-lès-Hesdin, Brévillers | Sainte-Austreberthe | Saint-Georges |
| Enclave : Hesdin               |                     |               |

### Géologie et relief
La superficie de la commune est de 4,18 km2 ; son altitude varie de 22  à   128 m.

### Hydrographie
Le territoire de la commune est situé dans le bassin Artois-Picardie.
La commune est traversée par deux cours d'eau, la Canche, un cours d'eau naturel de 100,22 km, qui prend sa source dans la commune de Gouy-en-Ternois et se jette dans la Manche entre Étaples et Le Touquet-Paris-Plage et la Ternoise, un cours d'eau naturel de 41,43 km, qui prend sa source dans la commune d'Ostreville et conflue dans la Canche dans la commune d'Huby-Saint-Leu.

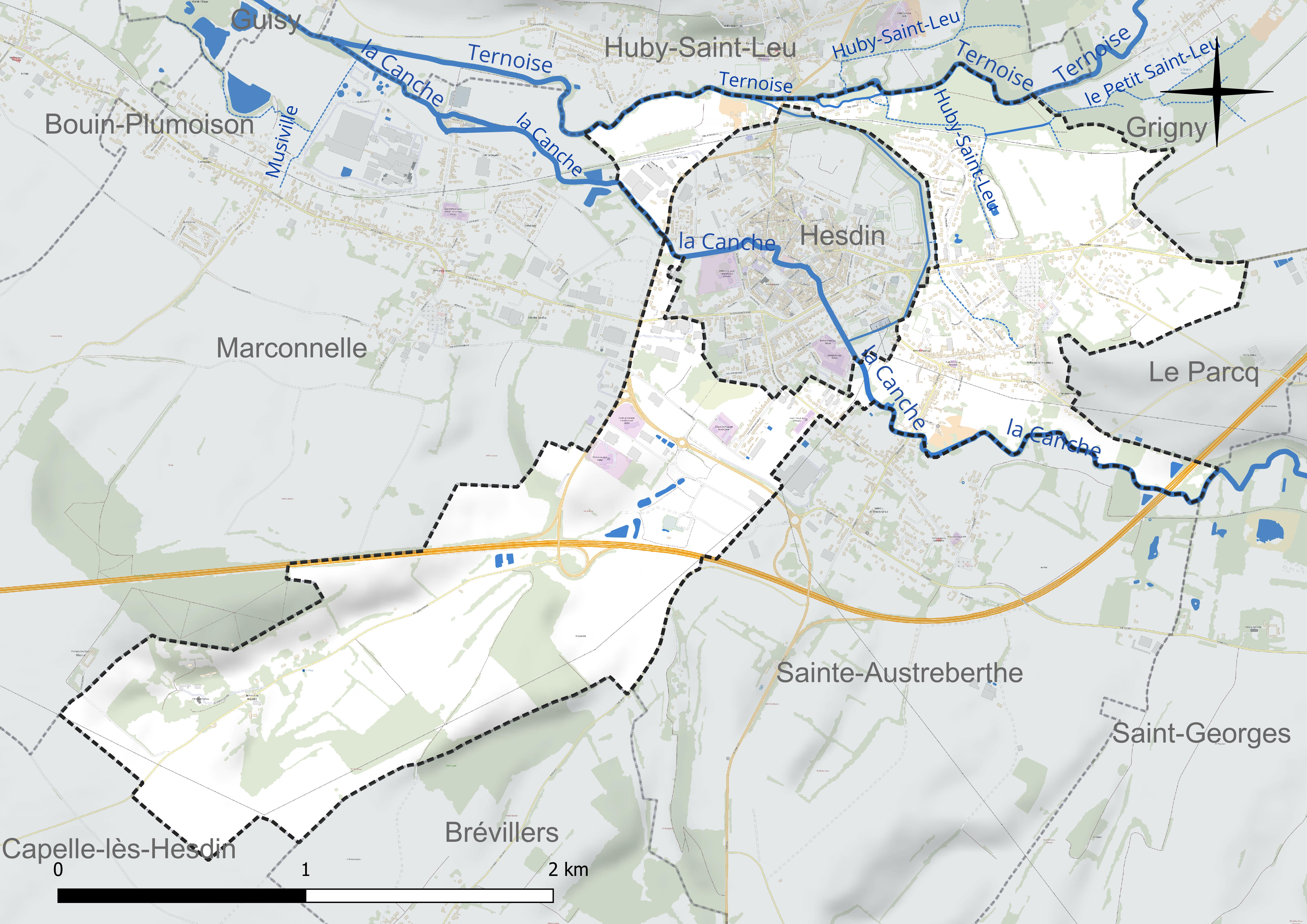
Réseau hydrographique de Marconne.

### Climat
Pour des articles plus généraux, voir Climat des Hauts-de-France et Climat du Pas-de-Calais.
En 2010, le climat de la commune est de type climat océanique altéré, selon une étude du CNRS s'appuyant sur une série de données couvrant la période 1971-2000. En 2020, Météo-France publie une typologie des climats de la France métropolitaine dans laquelle la commune est exposée à un climat océanique et est dans la région climatique Côtes de la Manche orientale, caractérisée par un faible ensoleillement (1 550 h/an) ; forte humidité de l’air (plus de 20 h/jour avec humidité relative > 80 % en hiver), vents forts fréquents.
Pour la période 1971-2000, la température annuelle moyenne est de 10,5 °C, avec une amplitude thermique annuelle de 13,4 °C. Le cumul annuel moyen de précipitations est de 784 mm, avec 12,6 jours de précipitations en janvier et 8,8 jours en juillet. Pour la période 1991-2020, la température moyenne annuelle observée sur la station météorologique la plus proche, située sur la commune de Humières à 11 km à vol d'oiseau, est de 10,9 °C et le cumul annuel moyen de précipitations est de 856,9 mm,. Pour l'avenir, les paramètres climatiques de la commune estimés pour 2050 selon différents scénarios d'émission de gaz à effet de serre sont consultables sur un site dédié publié par Météo-France en novembre 2022.

### Paysages
Pour un article plus général, voir Paysage en France.
La commune s'inscrit dans les « paysages du Ternois » tels qu’ils sont définis dans l’atlas de paysages de la région Nord-Pas-de-Calais, conçu par la direction régionale de l'Environnement, de l'Aménagement et du Logement (DREAL),.
Ces paysages, qui concernent 138 communes avec trois pôles d’attraction que sont Hesdin à l'ouest, Saint-Pol-sur-Ternoise à l’est et, dans une moindre mesure, Frévent en lisière sud, sont délimités par deux cours d’eau : la Canche au Sud et la Ternoise au Nord. Ces paysages sont composés de plateaux, de vallées et de bocages. Les plateaux du Ternois montrent une structure tabulaire assez plane et une altitude assez régulière avec des points culminants entre 150  à   160 m.
Le territoire d’une vingtaine de kilomètres du Nord au Sud et d’Est en Ouest, est traversé par la D 939 reliant Saint-Pol-sur-Ternoise à Hesdin, par la D 912 entre Saint-Pol-sur-Ternoise et Frévent et par la ligne ferroviaire de Saint-Pol-sur-Ternoise à Étaples dans la vallée de la Canche. La position excentrée, en l’absence de grands axes autoroutiers ou ferrés structurants, a permis au Ternois de conserver un caractère rural et une certaine qualité de paysage.
Au niveau de l’occupation des sols, les surfaces cultivées sont omniprésentes sur les plateaux, avec majoritairement la culture de la betterave et de la pomme de terre, et représentent près de 72 % de la surface totale de ces paysages du Ternois, les espaces artificialisés, cantonnés dans les fonds de vallée, représentent 13 % et les surfaces boisées, présentes dans les deux principales vallées de la Ternoise et de la Canche, ne représentent que 6 %.

### Milieux naturels et biodiversité

#### Site classé
Un site classé ou inscrit est un espace (naturel, artistique, historique,...) profitant d'une conservation en l'état (entretien, restauration, mise en valeur...) ainsi que d'une préservation de toutes atteintes graves (destruction, altération, banalisation...) en raison de son caractère remarquables au plan paysager. Un tel site justifie un suivi qualitatif, notamment effectué via une autorisation préalable pour tous travaux susceptibles de modifier l'état ou l'apparence du territoire protégé.
Dans ce cadre, la commune présente un site classé par arrêté du 22 février 1928 : les arbres de l'avenue d'Arras située sur le territoire des communes de Marconne et d'Hesdin.

#### Zones naturelles d'intérêt écologique, faunistique et floristique
L’inventaire des zones naturelles d'intérêt écologique, faunistique et floristique (ZNIEFF) a pour objectif de réaliser une couverture des zones les plus intéressantes sur le plan écologique, essentiellement dans la perspective d’améliorer la connaissance du patrimoine naturel national et de fournir aux différents décideurs un outil d’aide à la prise en compte de l’environnement dans l’aménagement du territoire.
Le territoire communal comprend une ZNIEFF de type 1 : la forêt domaniale d'Hesdin et ses lisières. Elle est située dans le Ternois et s’étend sur le plateau de l’Aa et sur le rebord sud d’un glacis incliné vers la dépression synclinale de la Canche.
et une ZNIEFF de type 2 : la basse vallée de la Canche et ses versants en aval d’Hesdin. Cette zone humide recelant des marais tourbeux, s'étend d'Étaples à Hesdin sur une superficie de 12 059 ha.

Carte des ZNIEFF de type 1 et 2 sur la commune
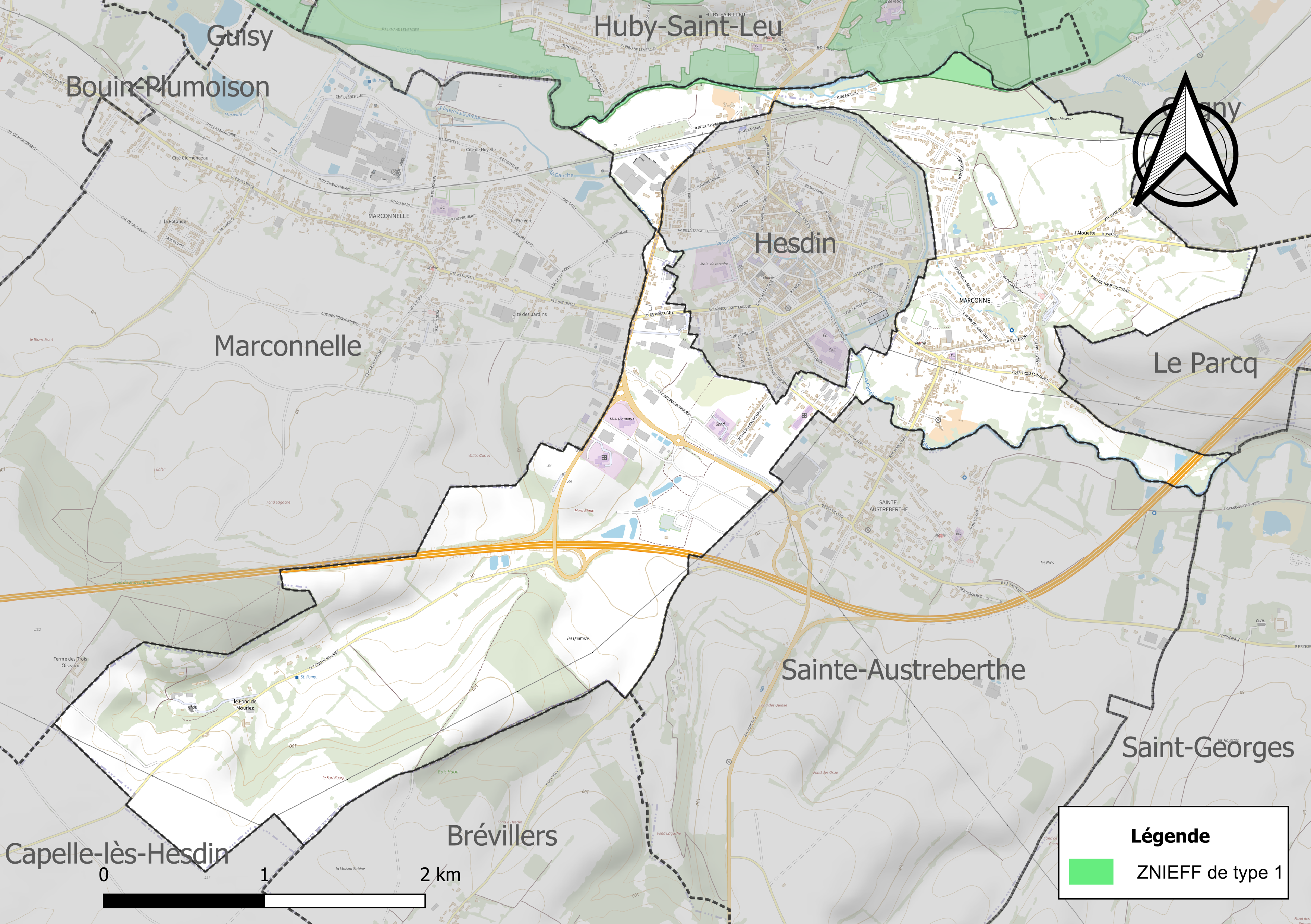
Carte de la ZNIEFF de type 1 sur la commune.
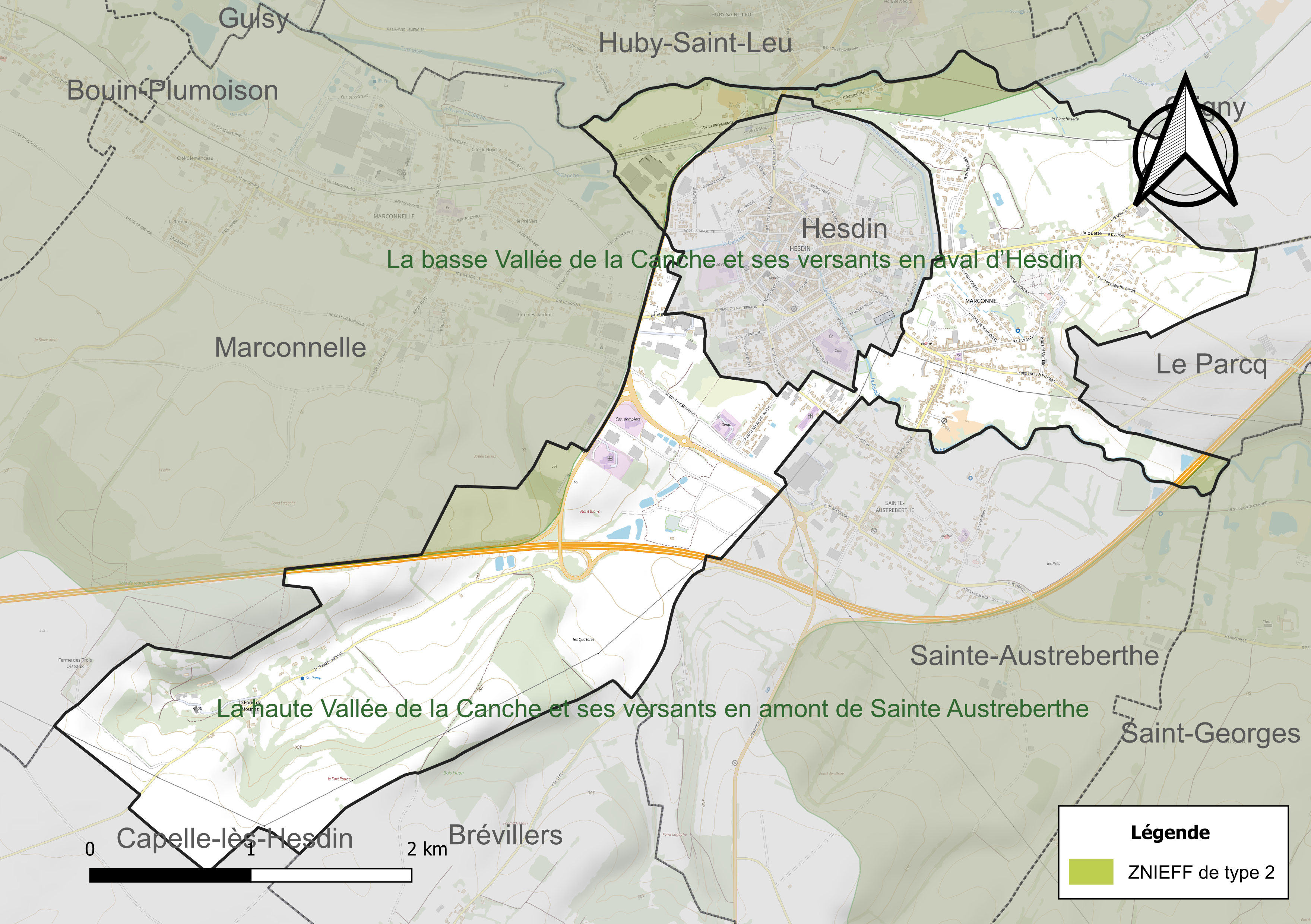
Carte de la ZNIEFF de type 2 sur la commune.

#### Espèces faunistiques et floristiques
L’Inventaire national du patrimoine naturel (INPN) recense plusieurs espèces faunistiques et floristiques sur le territoire de la commune dont certaines sont protégées et d’autres menacées et quasi-menacées.

## Urbanisme

### Typologie
Au 1er janvier 2024, Marconne est catégorisée petite ville, selon la nouvelle grille communale de densité à sept niveaux définie par l'Insee en 2022.
Elle appartient à l'unité urbaine de Hesdin, une agglomération intra-départementale regroupant huit  communes, dont elle est une commune de la banlieue,,. Par ailleurs la commune fait partie de l'aire d'attraction d'Hesdin, dont elle est une commune du pôle principal,. Cette aire, qui regroupe 28 communes, est catégorisée dans les aires de moins de 50 000 habitants,.

### Occupation des sols
L'occupation des sols de la commune, telle qu'elle ressort de la base de données européenne d’occupation biophysique des sols Corine Land Cover (CLC), est marquée par l'importance des territoires agricoles (69,6 % en 2018), en augmentation par rapport à 1990 (67,8 %). La répartition détaillée en 2018 est la suivante : 
prairies (39,4 %), terres arables (24,7 %), zones urbanisées (21,8 %), zones industrielles ou commerciales et réseaux de communication (6,7 %), zones agricoles hétérogènes (5,5 %), forêts (2 %). L'évolution de l’occupation des sols de la commune et de ses infrastructures peut être observée sur les différentes représentations cartographiques du territoire : la carte de Cassini (XVIIIe siècle), la carte d'état-major (1820-1866) et les cartes ou photos aériennes de l'IGN pour la période actuelle (1950 à aujourd'hui).

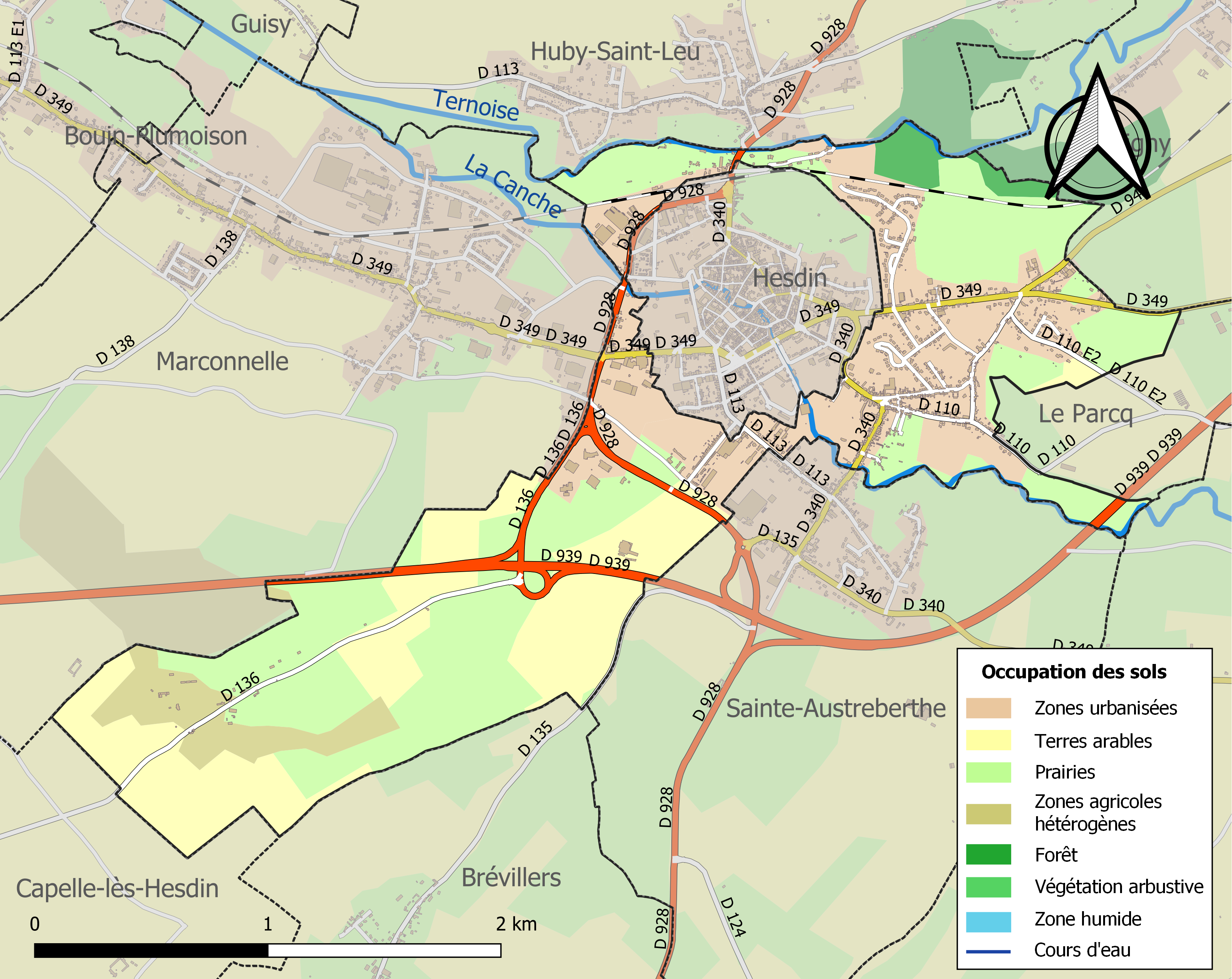
Carte des infrastructures et de l'occupation des sols de la commune en 2018 (CLC).

## Toponymie
Le nom de la localité est attesté sous les formes Marcona vers 1120 (D. Bét., cart. d’Auchy, p. 35), Marchone au XIIe siècle (cart. de Saint-Georges, f° 47 r°), Marchona en 1200 (D. Bét., cart. d’Auchy, p. 80), Marcoune en 1371 (ch. de Saint-Bert., n° 1788) ; Marconne en 1793 et depuis 1801.
Durant la Révolution, la commune porte le nom de Fontaine-Libre en  1793 (loi de Brumaire an II).

## Histoire
Avant la Révolution française, Marconne est le siège d'une seigneurie.
En 1503, Jacques de Héricourt, lieutenant-général du bailli d'Hesdin est seigneur de Marconne et peu d'années après, celle-ci appartient à Denis de Tramecourt dont le famille conserve la seigneurie jusqu'au XVIIe siècle. Jean-Emmanuel de Brandt devient seigneur de Marconne  en 1631. La seigneurie demeurera dans la famille de Brandt jusqu'à la Révolution.

## Politique et administration

### Création d'une commune nouvelle
Un projet de commune nouvelle, regroupant cinq communes associées que sont Hesdin, Huby-Saint-Leu, Marconne, Marconnelle et Sainte-Austreberthe, est à l'étude pour une mise en place prévue au 1er janvier 2025. Les conseils municipaux de quatre communes ont, par un vote symbolique, affichés leur détermination à la concrétisation du projet, seul celui de la commune de Marconnelle s'est opposé à rejoindre ce projet. Il reste, pour les quatre communes restantes à répondre aux questions de la population, des associations et des institutions. Le 16 septembre 2024, Les conseils municipaux des quatre communes, qui totalisent 4 509 habitants en 2021, ont voté pour la création de la commune nouvelle qui s'appellera Hesdin-la-Forêt (52 votes pour sur 59 élus). Cette commune nouvelle prend effet au 1er janvier 2025, ensuite le 5 janvier 2025, les 59 élus des quatre communes élisent le maire de la commune nouvelle, le nouveau conseil municipal est constitué du nouveau maire, de quatre maires délégués et des 59 conseillers municipaux jusqu'au élections municipales de mars 2026, conseil municipal qui, après ces élections, sera de 29 élus.

### Découpage territorial
La commune se trouve dans l'arrondissement de Montreuil du département du Pas-de-Calais.

#### Commune et intercommunalités
La commune est membre de la communauté de communes des 7 Vallées qui regroupe 66 communes et compte 29 425 habitants en 2022.

#### Circonscriptions administratives
La commune est rattachée au canton d'Auxi-le-Château.

#### Circonscriptions électorales
Pour l'élection des députés, la commune fait partie de la quatrième circonscription du Pas-de-Calais.

### Élections municipales et communautaires

#### Liste des maires
| Période                                  | Période                    | Identité            | Étiquette | Qualité |
| ---------------------------------------- | -------------------------- | ------------------- | --------- | --- |
| Les données manquantes sont à compléter. |                            |                     |           | |
| 1994                                     | En cours (au 28 mars 2022) | Jean-Claude Fillion | SE        | Expert-comptable Président de la CC de l'Hesdinois (1995 → 2013) Réélu pour le mandat 2014-2020, Réélu pour le mandat 2020-2026, |

## Population et société

### Démographie
Les habitants sont appelés les Marconnois.

#### Évolution démographique
L'évolution du nombre d'habitants est connue à travers les recensements de la population effectués dans la commune depuis 1793. Pour les communes de moins de 10 000 habitants, une enquête de recensement portant sur toute la population est réalisée tous les cinq ans, les populations de référence des années intermédiaires étant quant à elles estimées par interpolation ou extrapolation. Pour la commune, le premier recensement exhaustif entrant dans le cadre du nouveau dispositif a été réalisé en 2008.

En 2022, la commune comptait 1 067 habitants, en évolution de −3,44 % par rapport à 2016 (Pas-de-Calais : −0,72 %, France hors Mayotte : +2,11 %).
| 1793 | 1800 | 1806 | 1821 | 1831 | 1836 | 1841 | 1846 | 1851 |
| ---- | ---- | ---- | ---- | ---- | ---- | ---- | ---- | ---- |
| 688  | 598  | 618  | 624  | 665  | 668  | 701  | 738  | 785  |

| 1856 | 1861 | 1866 | 1872 | 1876 | 1881 | 1886 | 1891 | 1896 |
| ---- | ---- | ---- | ---- | ---- | ---- | ---- | ---- | ---- |
| 845  | 862  | 805  | 750  | 790  | 804  | 842  | 838  | 812  |

| 1901 | 1906 | 1911 | 1921 | 1926 | 1931 | 1936 | 1946 | 1954 |
| ---- | ---- | ---- | ---- | ---- | ---- | ---- | ---- | ---- |
| 814  | 768  | 806  | 747  | 771  | 772  | 767  | 722  | 838  |

| 1962 | 1968  | 1975  | 1982  | 1990  | 1999  | 2006  | 2008  | 2013  |
| ---- | ----- | ----- | ----- | ----- | ----- | ----- | ----- | ----- |
| 910  | 1 117 | 1 321 | 1 271 | 1 367 | 1 232 | 1 164 | 1 145 | 1 123 |

| 2018  | 2022  | - | - | - | - | - | - | - |
| ----- | ----- | - | - | - | - | - | - | - |
| 1 082 | 1 067 | - | - | - | - | - | - | - |

#### Pyramide des âges
La population de la commune est relativement âgée.
En 2018, le taux de personnes d'un âge inférieur à 30 ans s'élève à 27,4 %, soit en dessous de la moyenne départementale (36,7 %). À l'inverse, le taux de personnes d'âge supérieur à 60 ans est de 38,3 % la même année, alors qu'il est de 24,9 % au niveau départemental.
En 2018, la commune comptait 509 hommes pour 573 femmes, soit un taux de 52,96 % de femmes, légèrement supérieur au taux départemental (51,50 %).
Les pyramides des âges de la commune et du département s'établissent comme suit.
| Hommes | Classe d’âge | Femmes |
| ------ | ------------ | ------ |
| 1,0    | 90 ou +      | 1,9    |
| 9,4    | 75-89 ans    | 11,7   |
| 25,0   | 60-74 ans    | 27,2   |
| 19,8   | 45-59 ans    | 20,4   |
| 15,5   | 30-44 ans    | 13,1   |
| 15,5   | 15-29 ans    | 9,6    |
| 13,8   | 0-14 ans     | 16,1   |

| Hommes | Classe d’âge | Femmes |
| ------ | ------------ | ------ |
| 0,5    | 90 ou +      | 1,6    |
| 5,6    | 75-89 ans    | 8,9    |
| 16,7   | 60-74 ans    | 18,1   |
| 20,2   | 45-59 ans    | 19,2   |
| 18,9   | 30-44 ans    | 18,1   |
| 18,2   | 15-29 ans    | 16,2   |
| 19,9   | 0-14 ans     | 17,9   |

### Sports et loisirs

#### Sports
La commune dispose d'un club de football : l'Olympique Hesdin / Marconne est le club représentant le village de Marconne et la ville voisine d'Hesdin.

#### Loisirs
Propriété de la communauté de communes des 7 Vallées, la piscine ABC (aquatic bowling center) offre de multiples activités aquatiques et sportives. Elle dispose d'un toboggan de 80 mètres avec jeux de lumière.

## Culture locale et patrimoine

### Lieux et monuments
- L'église Saint-Maurice: son édification aurait commencé au XVe siècle, mais le soubassement des murailles fait partie d'un édifice plus ancien. Le chœur est reconstruit au XVIIIe siècle, ainsi que sa tour-clocher. En haut du portail de l'église, figure la date de 1732 et plus bas, en peinture aujourd'hui effacée, figurait le blason de la famille de Brandt (un écu ovale avec d'azur à trois flammes d'or ombrées de gueules)[44]. Ce fut sans doute Louis-François de Brandt (1693-1738) seigneur de Marconne  qui fit bâtir la tour et le chœur[45].
- Le château de Marconnelle.
- Le monument aux morts, surmonté du Poilu au repos, statue du sculpteur Étienne Camus[46].

### Personnalités liées à la commune
- Sainte Autreberthe (630-704). Elle fonde à Marconne un monastère et meurt le 10 février 704. Ses restes sont transportés à Montreuil où un monastère prit son nom[47].
- Henri de Saint-Delis (1878-1949), peintre, né dans la commune.

### Héraldique
|  | Les armes de la ville se blasonnent ainsi : D'argent au sautoir de gueules chargé en cœur d'une molette d'or. |

## Pour approfondir

#### Bases de données, dictionnaires et encyclopédies
- Ressources relatives à la géographie :   - Insee (communes)
  - Ldh/EHESS/Cassini
- Ressource relative à plusieurs domaines :   - Annuaire du service public français
- Notices d'autorité :   - BnF (données)